# Shadows of the Dying Sun
Shadows of the Dying Sun è il sesto album in studio del gruppo musicale finlandese Insomnium, pubblicato il 25 aprile 2014 dalla Century Media Records.

## Tracce
1. The Primeval Dark – 3:17
2. While We Sleep – 6:20
3. Revelation – 5:15
4. Black Heart Rebellion – 7:03
5. Lose to Night – 4:59
6. Collapsing Words – 4:38
7. The River – 7:57
8. Ephemeral (Album version) – 4:01
9. The Promethean Song – 6:41
10. Shadows of the Dying Sun – 6:32

Tracce bonus
1. Out to the Sea – 5:17
2. The Emergence – 1:46
3. The Swarm – 2:54
4. The Descent – 3:11

## Formazione
Gruppo
- Niilo Sevänen – voce, basso
- Ville Friman – chitarre, voce
- Markus Vanhala – chitarre
- Marcus Hirvonen – batteria

Altro personale
- Teemu Aalto – cori, chitarre
- Aleksi Munter – tastiere